# Wassertransferdruck
Der Wassertransferdruck ist ein Oberflächenbeschichtungsverfahren, durch das Objekte vollflächig mit einem Muster oder Dekor überzogen werden können. Es funktioniert mit nahezu allen Oberflächen in fast allen zwei- und dreidimensionalen Formen, selbst wenn die Objekte keine geraden Kanten und Flächen aufweisen. Es lassen sich nahezu alle Materialien wie Kunststoff, Metall, Keramik, Leder oder Glas mit dem Wassertransferdruck-Verfahren beschichten.
Als Transfermedium dienen spezielle Filme, die in einer großen Auswahl an Mustern erhältlich sind, z. B. in Carbon- oder Wurzelholzoptik. Der Beschichtungsvorgang erfolgt in einem Wasserbad.

## Einsatzgebiete

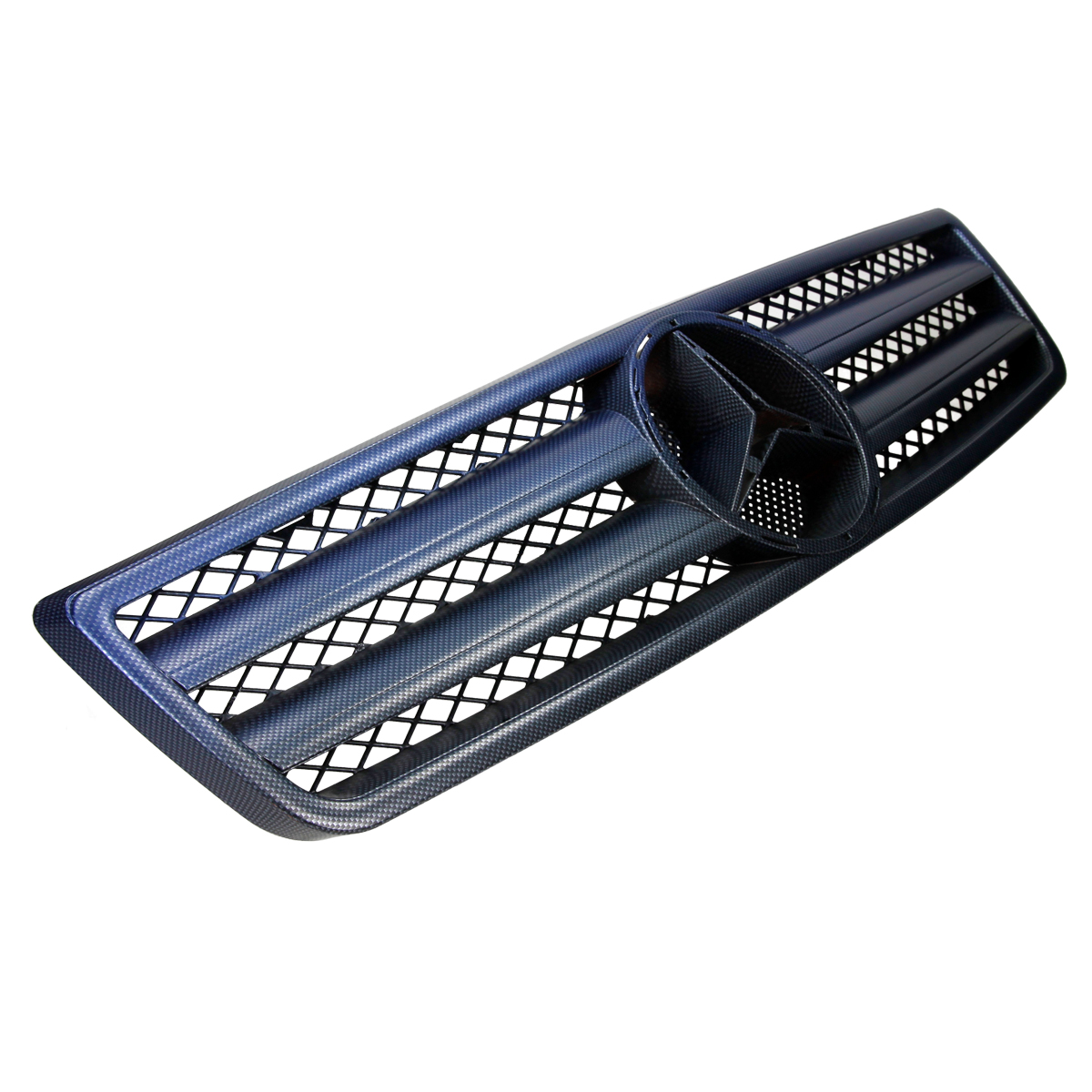
PKW-Kühlergrill in Carbon-Optik mit Verlauf-Effekt

Eines der größten Einsatzgebiete ist die Automobilindustrie. Hier werden beispielsweise Autointerieurteile in Wurzelholz- oder Carbon-Optik beschichtet. Auch in der See-, Luft- und Raumfahrt findet die Technik Anwendung. Hier werden z. B. die Abdeckungen von Cockpitinstrumenten sowie diverse Elemente der Innenausstattung aus Gründen der Gewichtsersparnis entsprechend behandelt. Selbst im Möbelbereich, in der Haushaltsgeräteindustrie und der Büroartikelindustrie findet der Wassertransferdruck heute seine Anwendung.

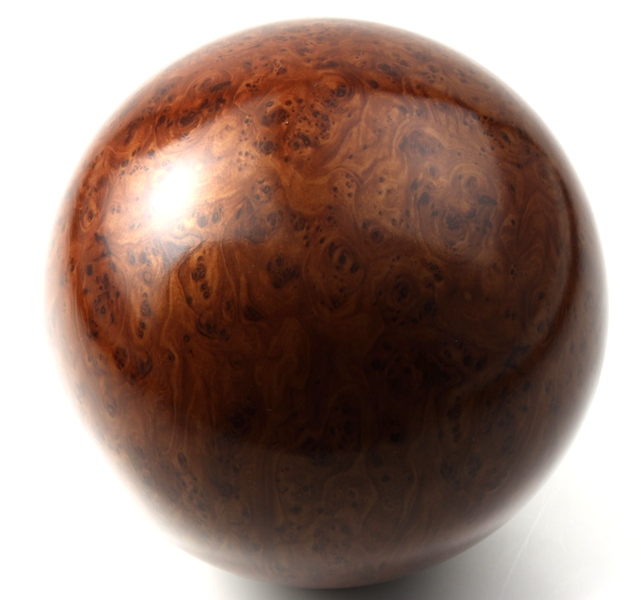
Kugel in Edelholz-Optik

Wassertransferdruck wird auch im Hobby- und Privatbereich z. B. zur Veredelung von Bauteilen für PKW, Zweiräder, Quads oder von Alltagsgegenständen immer beliebter.

## Grundlegenden Materialien zur Anwendung des Wassertransferdruck-Verfahrens
Hier ist eine Liste der Materialien, die für den Wassertransferdruck benötigt werden, zusammen mit einer Erklärung für jedes Material:
- Objekt: Das zu bedruckende Objekt, das eine geeignete Oberfläche für den Wassertransferdruck aufweisen sollte. Es kann sich um Kunststoff, Metall, Glas oder andere Materialien handeln.
- Reinigungsmittel: Spezielle Reinigungslösungen, die verwendet werden, um das Objekt gründlich zu reinigen und von Schmutz, Fett oder anderen Verunreinigungen zu befreien. Eine saubere Oberfläche ist wichtig, um eine optimale Haftung und ein hochwertiges Druckergebnis zu gewährleisten.
- PVA-Folie: Eine spezielle wasserlösliche Folie, die das gewünschte Design trägt und auf der Wasseroberfläche schwimmt, um den Transfer auf das Objekt zu ermöglichen.
- Wassertransferdruck Aktivator: Ein chemisches Lösungsmittel, das auf die PVA-Folie gesprüht wird, um sie zu aktivieren und den Transferprozess zu starten. Der Aktivator löst die Folie auf und ermöglicht es dem Design, auf das Objekt übertragen zu werden.
- Grundierung: Eine Schicht, die vor dem Wassertransferdruck aufgetragen wird, um die Haftung der Farbe zu verbessern und eine gleichmäßige Oberfläche zu schaffen. Die Grundierung wird auf das Objekt aufgetragen und vor dem eigentlichen Druckprozess trocknen gelassen.
- Klarlack: Ein transparenter Überzug, der nach dem Wassertransferdruck aufgetragen wird, um das Design zu schützen und ein glänzendes Finish zu erzielen. Der Klarlack verbessert die Haltbarkeit des Drucks und verleiht dem Objekt ein professionelles Aussehen.
- Maskierungsmaterial: Klebebänder oder Abdeckfolien, die verwendet werden, um bestimmte Teile des Objekts abzudecken und vor dem Druck zu schützen. Sie verhindern, dass Farbe oder Wasser in unerwünschte Bereiche gelangen und ermöglichen präzise und saubere Druckergebnisse.
- Wasser: Sauberes Wasser wird benötigt, um die PVA-Folie zu aktivieren und das Design auf die Oberfläche zu übertragen. Die Wassertemperatur und Qualität können die Ergebnisse beeinflussen, daher ist es wichtig, qualitativ hochwertiges Wasser zu verwenden.
- Trocknungsgerät: Ein Gerät wie ein Trockenofen oder eine Trockenkammer, das verwendet wird, um das gedruckte Objekt nach dem Wassertransferdruck-Prozess zu trocknen. Eine gründliche Trocknung ist wichtig, um sicherzustellen, dass der Druck vollständig aushärtet und eine lang anhaltende Haltbarkeit aufweist. Das Trocknungsgerät kann über eine kontrollierte Temperatur- und Luftstromregelung verfügen, um optimale Trocknungsbedingungen zu gewährleisten.

## Beschreibung des Verfahrens
Zuerst wird das zu beschichtende Bauteil vorbehandelt, indem ein Basislack aufgebracht wird. Der Basislack hat zum einen die Funktion, die Haftung des Dekors zu erhöhen und verleiht dem Bauteil zum anderen eine entsprechende Grundfarbe. Denn je nach Dekor bleibt der Basislack partiell sichtbar. Dies ermöglicht zusätzlich auch bei gleichem Dekor und unterschiedlicher Basislackierung vielfältige Variationsmöglichkeiten. Im Sinne der Haftverbesserung ist es vorteilhaft, wenn der Grundlack noch "offen" ist, also weniger als 24 Stunden alt.
Der Transferfilm besteht aus zwei Schichten: dem kohlenwasserstoffbeständigen aber wasserlöslichen Polyvinylalkohol(PVA), in das die Pigmentierung eingedruckt ist, und einem wenige µm dicken kohlenwasserstofflöslichen, aber wasserbeständigen Träger, der den Film transportierbar macht.
Nachdem der Basislack auf das Bauteil aufgebracht und angetrocknet ist, wird der wasserlösliche Wassertransferdruck-Film mit der leicht klebrigen PVA-Seite nach unten in einem Tauchbecken (auch als Dipper bezeichnet) auf der Wasseroberfläche abgelegt und je nach Foliendicke 60 bis 180 Sekunden eingeweicht. Das Auflegen des Dekor-Films erfolgt entweder manuell oder maschinell. Das PVA-Trägermaterial löst sich dabei in dem 30 °C warmen Wasser auf.
Dann wird der Dekor-Film durch den gleichmäßigen Auftrag eines speziellen Aktivators (primär acetonbasierte Lösemittelkombination, die auf den Transportfilm und den Pigmentbinder abgestimmt ist) aktiviert, wobei hauptsächlich der Kunststoffträgerfilm auf der Oberseite in Lösung geht. Der Auftrag erfolgt im Sprühverfahren entweder manuell oder bei den vollautomatischen Anlagen über Automatiksprühpistolen. Bei vollautomatischen Durchlaufanlagen kann der Aktivatorauftrag auch über ein Walzensystem bereits vor dem Ablegen des Dekor-Films auf dem Wasser erfolgen. In allen Fällen lösen sich durch den Aktivator der Transportfilm, die Pigmentebindung und der Grundlack des zu beschichtenden Objektes. Nun schwimmt der gelöste Dekor-Film auf der Wasseroberfläche.
Danach werden die Bauteile unter einem definierten Winkel und mit langsamer Geschwindigkeit durch den Dekor-Film in das Wasser getaucht. Dabei legt sich das Dekor durch den Eigendruck des Wassers blasenfrei um das Bauteil und wird so auf dieses übertragen. Auch hier stehen je nach Anlagengröße manuelle oder automatisierte maschinelle Lösungen zur Verfügung. Die Verbindung des Dekors mit dem Bauteil erfolgt unmittelbar. Das Dekor ist jetzt bereits so fest, dass eine Berührung beim Handling keinen negativen Einfluss mehr hat.
Anschließend werden die PVA-Reste abgewaschen, das Bauteil wird getrocknet und abschließend mit Klarlack versiegelt. Das Dekor ist nun UV-beständig und abriebfest. Für den Waschprozess stehen verschiedene „Washer“ zur Verfügung, die jeweils auf die Größe der eingesetzten Dipper angepasst sind.

## Dipper und Washer

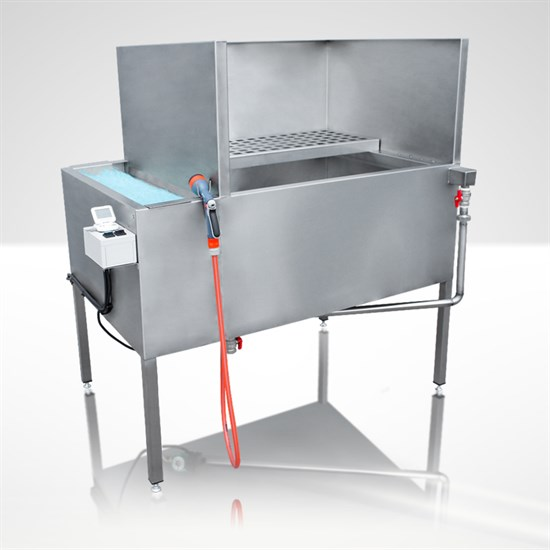
All-In-One Dipper

Ein Tauchbecken im Wassertransferdruck wird als Dipper bezeichnet. Solche Becken werden vor allem im handwerklichen, gewerblichen und industriellen Bereich eingesetzt und bieten die Möglichkeit, vom Prototyp über eine Kleinserie bis zur Großserie Objekte manuell und (voll)automatisch zu beschichten. Dipper sind in kleinen kompakten Bauformen ab 50 cm Breite bis zu Großmaschinen mit drei Metern Länge zu erwerben. Dipper haben je nach Größe und Automatisierungsgrad eine Beschichtungsleistung zwischen 4 und 120 m² Dekorfläche pro Stunde.

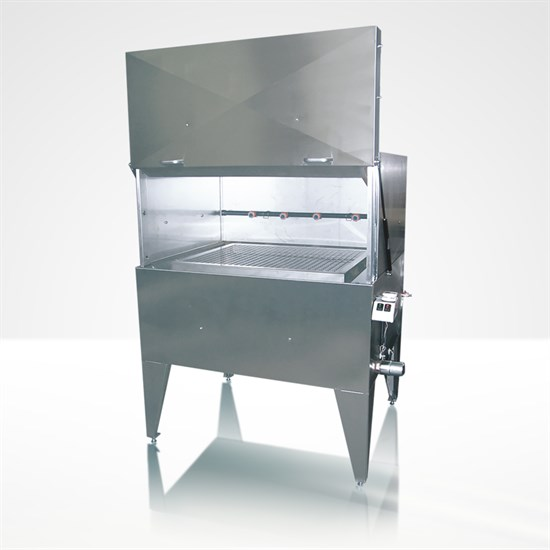
Washer als Ergänzung zum Dipper

Der Washer ist die passende Waschsystem-Ergänzung zu einem Dipper. Ein Washer ist ein Gehäuse ähnlich einer großen Spülmaschine mit Waschdüsen und einem manuell verschiebbaren Waschgitter. Die rotierenden Düsen befreien die beschichteten Bauteile rundum von den anhaftenden Polyvinylalkohol-Filmresten, sodass sie nach dem Trocknen einwandfrei klarlackiert werden können.